# Mouriri gleasoniana
Mouriri gleasoniana là một loài thực vật có hoa trong họ Mua. Loài này được Standl. mô tả khoa học đầu tiên năm 1940.